# Halve marathon van Egmond 2015

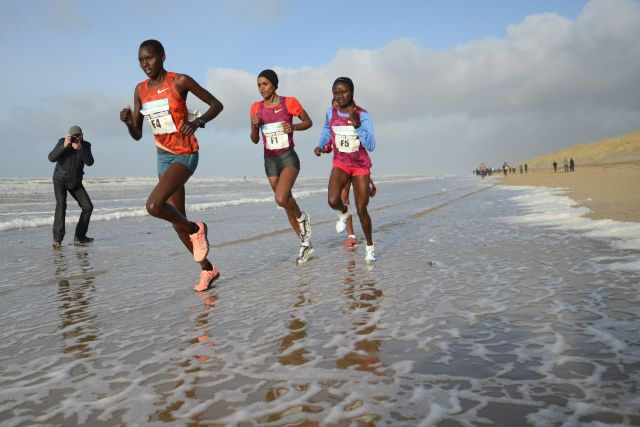
Kopgroep bij de vrouwen

De 43e editie van de halve marathon van Egmond vond plaats op zondag 11 januari 2015. De weersomstandigheden waren met 7 graden en windkracht 8 zwaar.
De overwinning bij de mannen ging naar de Ethiopiër Azmeraw Mengistu. Hij finishte in 1:03.00 en bleef zijn landgenoot Bonsa Diba 36 seconden voor. Het parcoursrecord van 1:00.46 bleef in deze editie buiten bereik. Beste Nederlander werd Abdi Nageeye, met een tijd van 1:03.59 finishte hij als vierde. Bij de vrouwen zegevierde de Keniaanse Purity Cherotich Rionoripo in 1:11.40. Ze had hiermee een ruime voorsprong op de Ethiopische Meseret Hailu, die in 1:12.32 over de finish kwam. De snelste Nederlandse Andrea Deelstra werd zesde in 1:15.51. De vrouwen wonnen ditmaal ook de man-vrouw wedstrijd. Zij waren 9.17 minuten eerder gestart en wonnen deze wedstrijd voor het tweede jaar op rij.
Naast de halve marathon kende het evenement een wedstrijd met als afstand een kwart marathon (10,5 km).
In totaal schreven 17.000 deelnemers zich in voor het evenement en finishten er 13.934.

## Uitslagen

### Mannen
| pos. | atleet                 | land      | tijd    |
| ---- | ---------------------- | --------- | ------- |
| 1    | Azmeraw Mengistu       | Ethiopië  | 1:03.00 |
| 2    | Bonsa Diba             | Ethiopië  | 1:03.36 |
| 3    | John Mwangangi         | Kenia     | 1:03.53 |
| 4    | Abdi Nageeye           | Nederland | 1:03.59 |
| 5    | Lucas Rotich           | Kenia     | 1:04.10 |
| 6    | Bernard Kipyego        | Kenia     | 1:04.17 |
| 7    | Feyisa Bekele          | Ethiopië  | 1:04.54 |
| 8    | Wondesen Fekele        | Ethiopië  | 1:04.54 |
| 9    | Khalid Choukoud        | Nederland | 1:05.06 |
| 10   | Mats Lunders           | België    | 1:05.06 |
| 11   | Roy Hoornweg           | Nederland | 1:05.30 |
| 12   | Soufiane Bouchikhi     | België    | 1:05.38 |
| 13   | Noureddine Htaibi      | Marokko   | 1:05.43 |
| 14   | Jesse Stroobants       | België    | 1:05.43 |
| 15   | Tsegasew Kibret        | Ethiopië  | 1:05.45 |
| 16   | Ibrahim Omar           | Djibouti  | 1:05.45 |
| 17   | Gert-Jan Wassink       | Nederland | 1:06.11 |
| 18   | Tom Wiggers            | Nederland | 1:06.13 |
| 19   | Willem van Schuerbeeck | België    | 1:06.18 |
| 20   | Ronald Schröer         | Nederland | 1:06.33 |

### Vrouwen
| pos. | atlete                     | land      | tijd    |
| ---- | -------------------------- | --------- | ------- |
| 1    | Purity Cherotich Rionoripo | Kenia     | 1:11.40 |
| 2    | Meseret Hailu              | Ethiopië  | 1:12.32 |
| 3    | Gladys Chesir              | Kenia     | 1:12.58 |
| 4    | Mihret Derbe               | Ethiopië  | 1:15.03 |
| 5    | Lucy Macharia              | Kenia     | 1:15.37 |
| 6    | Andrea Deelstra            | Nederland | 1:15.51 |
| 7    | Miranda Boonstra           | Nederland | 1:16.28 |
| 8    | Kim Dillen                 | Nederland | 1:17.05 |
| 9    | Marcella Herzog            | Nederland | 1:17.51 |
| 10   | Flomena Chepchirchir       | Kenia     | 1:18.22 |
| 12   | Marije te Raa              | Nederland | 1:19.00 |

1973 ·
1974 ·
1975 ·
1976 ·
1977 ·
1978 ·
1979 ·
1980 ·
1981 ·
1982 ·
1983 ·
1984 ·
1985 ·
1986 ·
1987 ·
1988 ·
1989 ·
1990 ·
1991 ·
1992 ·
1993 ·
1994 ·
1995 ·
1996 ·
1997 ·
1998 ·
1999 ·
2000 ·
2001 ·
2002 ·
2003 ·
2004 ·
2005 ·
2006 ·
2007 ·
2008 ·
2009 ·
2010 ·
2011 ·
2012 ·
2013 ·
2014 ·
2015 ·
2016 ·
2017 ·
2018 ·
2019 ·
2020 ·
2021 ·
2022 ·
2023 ·
2024 ·
2025